# Christian Ludwig von Löwenstern

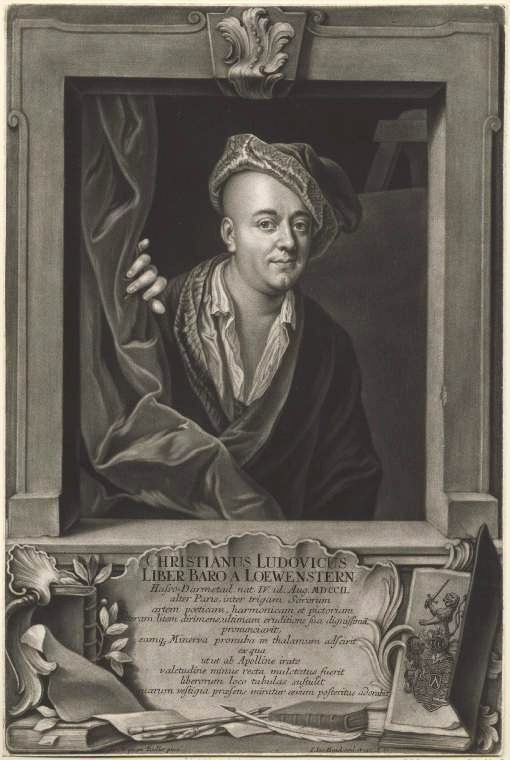
Johann Jacob Haid: Porträtstich des Christian Ludwig von Löwenstern nach einem Gemälde von Johann Christian Fiedler

Christian Ludwig Freiherr von Löwenstern, oft auch als Baron tituliert, (* 10. August 1701 in Darmstadt; † 15. Oktober 1754 ebenda) war ein deutscher Maler, Dichter und Komponist.

## Leben
Löwenstern war der Sohn des landgräflich hessen-darmstädtischen Geheimen Regierungs- und Konsistorialrats Friedrich Gottlieb von Löwenstern und Louisa Gottlieb, geb. von Remchingen auf Schloss Kaltenthal, das der Vater 1709 an den Herzog von Württemberg verkaufte. Christian Ludwig von Löwenstern trat 1725 als Regierungsassessor in die Verwaltungslaufbahn der Landgrafschaft Hessen-Darmstadt ein, wurde 1727 Hofjunker in Darmstadt und zog sich als Regierungsrat nach dem Tod seines Vaters in das Privatleben zurück, um sich seinen vielfältigen künstlerischen Interessen voll und ganz widmen zu können.
Löwenstern, als Maler Autodidakt, wurde vor allem durch seine Schlachtengemälde und Jagdszenen bekannt, fertigte aber auch Porträtgemälde. Er war mit dem in Darmstadt tätigen Maler Johann Christian Fiedler befreundet, für den er auch Hintergründe für Schlachtenszenen in dessen Bildern malte. Beide Maler wurden von dem Kunst liebenden Landgrafen Ludwig VIII. von Hessen-Darmstadt besonders gefördert. In der Sammlung der Ehefrau des Jägermeisters von Reischach befanden sich 200 „Bataillen- und Pferdestücke“ aus seiner Hand. Seine Bilder fanden Aufnahme in die Sammlungen des Hauses Hessen in Darmstadt und Fürstenlager Auerbach sowie in die Museen der Städte Bamberg, Darmstadt, Frankfurt am Main.

## Werke

### Malerei
- Schlacht bei Dettingen, 1746 für den Landgrafen Ludwig VIII. von Hessen-Darmstadt
- Porträt Landgraf Ernst Ludwig von Hessen-Darmstadt
- Porträt Herzogin Magdalena Sibylla von Württemberg
- Zwei "Reitergefechte mit Türken" im Kaiserappartement der Neuen Residenz in Bamberg

### Schriften
- Denkmal unserer Zeit (Te Deum laudamus), postmortem 1832